# EHF-Europapokal der Pokalsieger der Frauen 1981/82
Der EHF-Europapokal der Pokalsieger der Frauen 1981/82 war die 6. Auflage des Wettbewerbes, an der 18 Handball-Vereinsmannschaften aus 17 Ländern teilnahmen. Diese qualifizierten sich in der vorangegangenen Saison in ihren Heimatländern im Pokalwettbewerb für den Europapokal.  Im Finale siegte deutlich der jugoslawische Vertreter RK Osijek gegen den Titelverteidiger Spartacus Budapest.

## 1. Runde
|                | Gesamt |                  | Hinspiel | Rückspiel |
| -------------- | ------ | ---------------- | -------- | --------- |
| Avanti Lebbeke | 22:29  | Hapoel Aschkelon | 13:14    | 09:15     |
| Byåsen IL      | 71:23  | Kronohagens IF   | 39:13    | 32:10     |

Durch ein Freilos zogen RK Osijek, Irsta HF, AIA Tranbjerg, ASK Vorwärts Frankfurt/O., PSV Eindhoven, Budapesti Építők SC, Post SV Wien, Sportist Kremikovtzi, Rostselmasch Rostow, PLM Conflans, Start Bratislava, VfL Oldenburg, Terom Iasi und Titelverteidiger Spartacus Budapest direkt in das Achtelfinale ein.

## Achtelfinale
|                           | Gesamt |                      | Hinspiel | Rückspiel |
| ------------------------- | ------ | -------------------- | -------- | --------- |
| RK Osijek                 | 58:33  | Irsta HF             | 32:19    | 26:14     |
| AIA Tranbjerg             | 57:21  | Hapoel Aschkelon     | 27:80    | 30:13     |
| ASK Vorwärts Frankfurt/O. | 55:25  | PSV Eindhoven        | 29:13    | 26:12     |
| Byåsen IL                 | 26:40  | Budapesti Építők SC  | 11:15    | 15:25     |
| Post SV Wien              | 38:61  | Sportist Kremikovtzi | 16:28    | 22:33     |
| Rostselmasch Rostow       | 67:24  | PLM Conflans         | 33:80    | 34:16     |
| Start Bratislava          | 41:23  | VfL Oldenburg        | 15:13    | 26:10     |
| Terom Iasi                | 40:43  | Spartacus Budapest   | 25:19    | 15:24     |

## Viertelfinale
|                     | Gesamt |                           | Hinspiel | Rückspiel |
| ------------------- | ------ | ------------------------- | -------- | --------- |
| RK Osijek           | 50:41  | AIA Tranbjerg             | 31:22    | 19:19     |
| Budapesti Építők SC | 40:44  | ASK Vorwärts Frankfurt/O. | 23:22    | 17:22     |
| Rostselmasch Rostow | 57:32  | Sportist Kremikovtzi      | 29:13    | 28:19     |
| Start Bratislava    | 48:49  | Spartacus Budapest        | 29:22    | 19:27     |

## Halbfinale
|                           | Gesamt |                    | Hinspiel | Rückspiel |
| ------------------------- | ------ | ------------------ | -------- | --------- |
| ASK Vorwärts Frankfurt/O. | 46:47  | RK Osijek          | 23:19    | 23:28     |
| Rostselmasch Rostow       | 50:50  | Spartacus Budapest | 31:27    | 19:23     |

1. ↑  Spartacus Budapest qualifizierte sich aufgrund der Auswärtstorregel für die nächste Runde.

## Finale
Das Hinspiel fand am 2. Mai 1982 in Budapest und das Rückspiel am 8. Mai 1982 in Osijek statt.
|                    | Gesamt |           | Hinspiel | Rückspiel |
| ------------------ | ------ | --------- | -------- | --------- |
| Spartacus Budapest | 38:54  | RK Osijek | 21:27    | 17:27     |